# Le Château (Nice)
Le Château er en høj i Nice. På højen lå der indtil 1706 Nice's slot. I dag er det en offentlig park, hvor blandt andet en af byens kirkegårde ligger. For foden af højen, ligger den gamle bydel Vielle Ville.
Hvis man vil undgå en lang gåtur, kan man mod betaling, tage en elevator op til Le Château. 